# Anioł Pański (Tetmajer)
Anioł Pański – wiersz Kazimierza Przerwy-Tetmajera, ogłoszony w tomie Poezje. Seria trzecia, wydanym w 1898. Tytuł odwołuje się do modlitwy Anioł Pański, odmawianej powszechnie zwłaszcza na wsi. Utwór składa się z czterech części. Kluczową rolę w jego kompozycji odgrywa pięciowersowy refren:
Na Anioł Pański biją dzwony,
niech będzie Maria pozdrowiona,
niech będzie Chrystus pozdrowiony...
Na Anioł Pański biją dzwony,
w niebiosach kędyś głos ich kona...
Utwór jest napisany jambicznym dziewięciozgłoskowcem, często stosowanym przez Tetmajera w jego liryce. Wiersz charakteryzuje się smutnym, przygnębiającym nastrojem. Smutek jest przedstawiony za pomocą personifikacji w postaci Osmętnicy, która samotnie chodzi po polach. W ostatniej części obraz ten jest rozwinięty opisem samotnej duszy, która nie może się uwolnić od swojego cierpienia.
Idzie samotna dusza polem,
Idzie ze swojem złem i bolem,
Po zbożnym łanie i po lesie,
Wszędy zło swoje, swój ból niesie,
I swoją dolę klnie tułaczą,
I swoje losy klnie straszliwe,
Z ogromną skargą i rozpaczą
Przez zasępioną idzie niwę...